# Antoine Cadet de Vaux
Antoine Alexis Cadet de Vaux (* 13. September 1743 in Paris; † 29. Juni 1828 in Nogent-sur-Oise) war ein französischer Apotheker, Chemiker und Agrarwissenschaftler.

## Leben

Densimeter

Cadet de Vaux hat sich besonders um die Vervollkommnung der technischen Zweige der Landwirtschaft und um den verbesserten Betrieb des Garten- und Weinbaues verdient gemacht. Im Jahr 1771 wurde er zum Mitglied der Gelehrtenakademie Leopoldina gewählt. Er war 1777 einer der Mitbegründer des Journal de Paris, der ersten französischen Tageszeitung. In den Jahren 1791 und 1792 war er Präsident im Département Seine-et-Oise, und während der Republik Inspektor der Wohlfahrtspolizei und des Krankenhauses Val-de-Grâce in Paris.
Seit 1803 fungierte Cadet de Vaux als einer der Chefredakteure des Journal d’économie rurale et domestique und des Cours complet d’agriculture pratique. Seit 1808 war er korrespondierendes Mitglied der Bayerischen Akademie der Wissenschaften.

## Werke
- Observations sur les fosses d’aisance (Paris 1778).
- Instruction sur l’art de faire le vin (Agasse, Paris 1800, dt. Anweisung zu der Kunst Wein zu bereiten. Guilhauman, Frankfurt am Main 1802).
- Avis sur les moyens de diminuer l’insalubrité des habitations après les inondations (Paris 1802).
- Mémoire sur la gelatine des os et son application à l’économie alimentaire (Xhrouet, Paris 1803; dt. Die Gallerte aus Knochen ein angenehmes, wohlfeiles u. kraeftiges Nahrungsmittel deren leichte Bereitung in allen Haushaltungen und Hospitaelern, und deren Wichtigkeit für Kranke und Arme. Varrentrapp & Wenner, Frankfurt am Main 1803).
- Aperçus économiques et chimiques sur l’extraction du sucre de betteraves, considérée sous les rapports de l’économie domestique et de l’économie manufacturière (Colas, Paris 1811).
- Moyens de prévenir le retour des disettes (Colas, Paris 1812) BnF/Gallica.
- De la goutte et du rhumatisme (Colas, Paris 1824; dt. Neue Heilmethode der Gicht und des Rheumatismus durch praktische Erfahrungen bewährt: nebst einer allg. fasslichen Anweisung von J. H. Cloquet und C. Giraudy zur rationellen Behandlung dieser Krankheiten, um den Schmerz zu lindern, und das Uebel zu heben. Voigt, Ilmenau 1826).